# Barbara Pierre
Barbara Pierre (Puerto Príncipe, Haití, 28 de abril de 1986) es una atleta estadounidense de origen haitiano especializada en la prueba de 60 m, en la que consiguió ser campeona mundial en pista cubierta en 2016.

## Carrera deportiva
En el Campeonato Mundial de Atletismo en Pista Cubierta de 2016 ganó la medalla de oro en los 60 metros, llegando a meta en un tiempo de 7.02 segundos, por delante de la neerlandesa Dafne Schippers (plata con 7.04 segundos) y la jamaicana Elaine Thompson (bronce con 7.06 segundos).